# Makolągwa szara
Makolągwa szara (Linaria johannis) – gatunek małego ptaka z rodziny łuszczakowatych (Fringillidae), podrodziny łuskaczy (Carduelinae). Występuje endemicznie na północy Somalii. Monotypowy. Bliski zagrożenia.

## Morfologia
Długość ciała wynosi 13 cm. Dziób holotypu mierzył 8 mm, ogon 55, a skrzydło 79 mm. Głowa szara z wyjątkiem białych policzków. Dziób czarniawy. Przód szyi, pierś, brzuch i pokrywy podogonowe białe, natomiast boki mają barwę rudocynamonową. Grzbiet i część pokryw skrzydłowych szara, nieco ciemniejsza niż głowa. Pozostała część skrzydła czarna, jednak lotki I i II rzędu są do połowy białe. Pokrywy nadogonowe szare, sterówki czarne, podobnie jak i nogi.

## Występowanie
Zasięg występowania wynosi około 4400 km² i obejmuje dwa małe obszary (Daalo i Mashacaleed) na wyżynach północnej Somalii. Gatunek spotykany jest w przedziale wysokości 1270–2300 m n.p.m. Występuje na terenach otwartych oraz w zaroślach jałowców.

## Status, zagrożenia
Według IUCN makolągwa szara posiada status bliskiej zagrożenia (NT – Near Threatened). Liczebność populacji szacuje się na 250–999 dorosłych osobników. Zagrożenie dla tego gatunku stanowi niszczenie jego środowiska. Według raportów z 1998 roku jałowce w obszarze występowania makolągwy szarej zostały niemal całkowicie wytępione. Obszar góry Daalo jest objęty ochroną (Daalo Forest Reserve), jednakże pozostała część zasięgu nie posiada żadnej ochrony. Nie są podejmowane żadne działania ochronne, jednak w 2010 miała miejsce akcja mająca na celu zapobieganie erozji góry Daalo.